# La China poblana
La China poblana (también conocida como China poblana, o Rosa de santidad) es una película dramática mexicana de 1944, dirigida y escrita por Fernando A. Palacios. Está protagonizada por María Félix, Miguel Ángel Ferriz, Tito Novaro, José Goula, y Miguel Inclán.

## Argumento
Frances Erskine descubre una túnica de seda que, según una leyenda, está maldita. Ella se la pone con el objetivo de desafiar a la maldición y demostrar que no existe. Sin embargo, mientras investiga, comienza a descubrir la historia detrás de la prenda, la cual le perteneció a una princesa china aprisionada.

## Reparto
- María Félix como Frances Erskine[3]
- Miguel Ángel Ferriz como Miguel Sosa[3]
- Tito Novaro como Alonso de Córdoba[3]
- José Goula como Ángel Calderón de la Barca[3]
- Miguel Inclán como El Pitarras[3]

### Con personajes desconocidos
- Gloria Iturbe[3]
- Antonio R. Frausto[3]
- Eugenia Galindo[3]
- Estela Ametler[3]
- Tony Díaz[3]
- Enrique Uthoff[3]
- Leopoldo Azcárate[3]
- Ángel Di Stefani[3]
- Maruja Grifell[3]
- María Marcos[3]

## Producción
Su filmación se llevó a cabo en agosto de 1943.

## Estreno
La China poblana tuvo su exhibición de estreno el 8 de abril de 1944, en el cine Lindavista, de Ciudad de México.

## Recepción

### Crítica
De acuerdo a María Félix, la protagonista de la cinta, la película fue «pésima» y un «total fracaso», añadiendo que: «la filmé por pagar un favor, pero esta película no tenía ni pies ni cabeza, a pesar que se rodó en espectaculares colores y que el vestuario era de gran gusto»; sobre dicho favor, Félix se refería a que Fernando A. Palacios, el director de la cinta, había sido su descubridor y su mecenas.

## Preservación
El 24 de marzo de 1982, la única copia existente de la cinta se quemó durante un incendio ocurrido en la Cineteca Nacional.
Sin el conocimiento de la existencia de alguna otra copia preservada de esta producción, es considerada como una película perdida, de la que solo existen fotos fijas y algunos carteles de promoción. En 2011, se publicó una lista de películas mexicanas perdidas buscadas por la filmoteca de la Universidad Nacional Autónoma de México (UNAM), en la que se incluyó a La China poblana. Ocho años después, en 2019, La Fundación María Félix se unió a la búsqueda de la cinta, indagando en Cuba, donde supuestamente existía una copia, pero no tuvieron éxito localizando alguna reproducción.